# Antonella Anedda
Antonella Anedda (nacida 22 de diciembre de 1955) es una escritora, traductora y ensayista italiana.

## Trayectoria
Descendiente de sardos y corsos, nació en Roma, recibiendo su educación allí y en Venecia, estudió Historia del Arte Moderno en la Universidad Sapienza de Roma. Posteriormente fue becada por la Fundación Cini. Trabajó para el Museo de Arte y Tradiciones Populares en Roma  y dio clases en la Universidad de Siena y en la Universidad de Lugano. Anedda también participó de programas de radio para la Rai 3. 
Su primer volumen de libro de poemas Residenze invernali (1992) recibió el Premio Sinisgalle, el Premio Valeri y el Tratti Poetry Prize. Su colección Notti di pace occidental (2000) recibió el Premio Internazionale Montale para poesía.
Anedda tradujo varias prosas de Philippe Jaccottet para el volumen Appunti per una semina (1994).
La antología Archipiélago, traducida al inglés para Bloodaxe Books por el poeta Jamie McKendrick, ganó el Premio John Florio de traducción en 2016. El volumen ha sido objeto de ensayos de italianos como Peter Hainsworth y Marina Warner en TLS y David Cooke en London Magazine.
Además del inglés, la obra de Antonella Anedda se traduce a muchos idiomas. Se han traducido dos volúmenes al español: Residencias invernales (Igitur, 2005) con texto introductorio de Amelia Rosselli, y Noches de paz occidental (Fugger Poesìa, 2001). En 2008 fue publicado por Escampette, Nuits de paix occidentale, suivi de La lumière des choses, traducido por Jean-Baptiste Para. La traducción al alemán de Dal balcone del corpo (Vom Erker des Körpers, traducción de Annette Kopetzi) se publicó en 2010 para Litteraturverlag Ronald Hoffmann.
Participó con una instalación y una performance en la exposición Lontano da dove en el Macro Museo de Testaccio (Pelanda). En 2013 uno de sus textos escritos para Nicoletta Braschi, titulado A lunar woman, fue puesto en escena en Roma bajo la dirección de Francesco Saponaro y fue publicado en una plaqueta con grabados de Lino Fiorito. En 2014 produjo el libro Una forma di attenzione en diálogo con Sabrina Mezzaqui, que sigue a la jornada de estudio titulada Incollare mondi, cucire parole. Anedda, Blandiana, Gisiger, Mezzaqui (editado por Rossana Dedola) celebrado en la Scuola Normale di Pisa en 2010.
En septiembre de 2019, la Universidad de la Sorbona IV de París le concedió un doctorado honoris causa.

## Algunos trabajos[2][3]
- Cosa sono gli anni, ensayos e historias cortas (1997)
- Nomi distanti, trabajos traducidos de Ovidio, Safo, Philippe Jaccottet y otros (1998)
- La luce delle cose, ensayos e historias cortas (2000)
- Il catalogo della gioia, poesías (2003)
- Don’t Waste my Beauty/Non guastare la mia bellezza, trabajos de Barbara Carle, cotraductora y coeditora, (2006)
- Salva con nome, poesía (2012), recibió el Viareggio Prize, el Premio Pascoli y el it
- Archipelago, selección bilingüe traducida por Jamie McKendrick (Bloodaxe Books, 2014), premiada con el John Florio Translation Prize 2014 y el Poetry Book Society Recommended Translation, 9781780371085